# لوون ایگیتیان
لوون سورنی ایگیتیان (ارمنی: Լևոն Սուրենի Իգիթյան؛ زاده ۱ ژانویهٔ ۱۹۳۹) معماری، سیاستمدار اهل ارمنستان است. وی از سال میلادی تاکنون مشغول فعالیت بوده است.

## زندگی‌نامه
وی در ۱ ژانویهٔ ۱۹۳۹ در بولنیسی به دنیا آمد و از دانشگاه ملی پلی‌تکنیک ارمنستان (۱۹۶۶) فارغ‌التحصیل گشت. وی برادر هنریک ایگیتیان می‌باشد. وی در های‌پت‌ناخاگیتس، اتحادیه معماران ارمنستان، مرکز ملی زیبایی‌شناسی هنریک ایگیتیان و موزه هنر مدرن فعالیت کرده است. وی همچنین برنده جوایزی همچون چهره فرهنگی شایسته جمهوری ارمنستان شد.

## نگارخانه

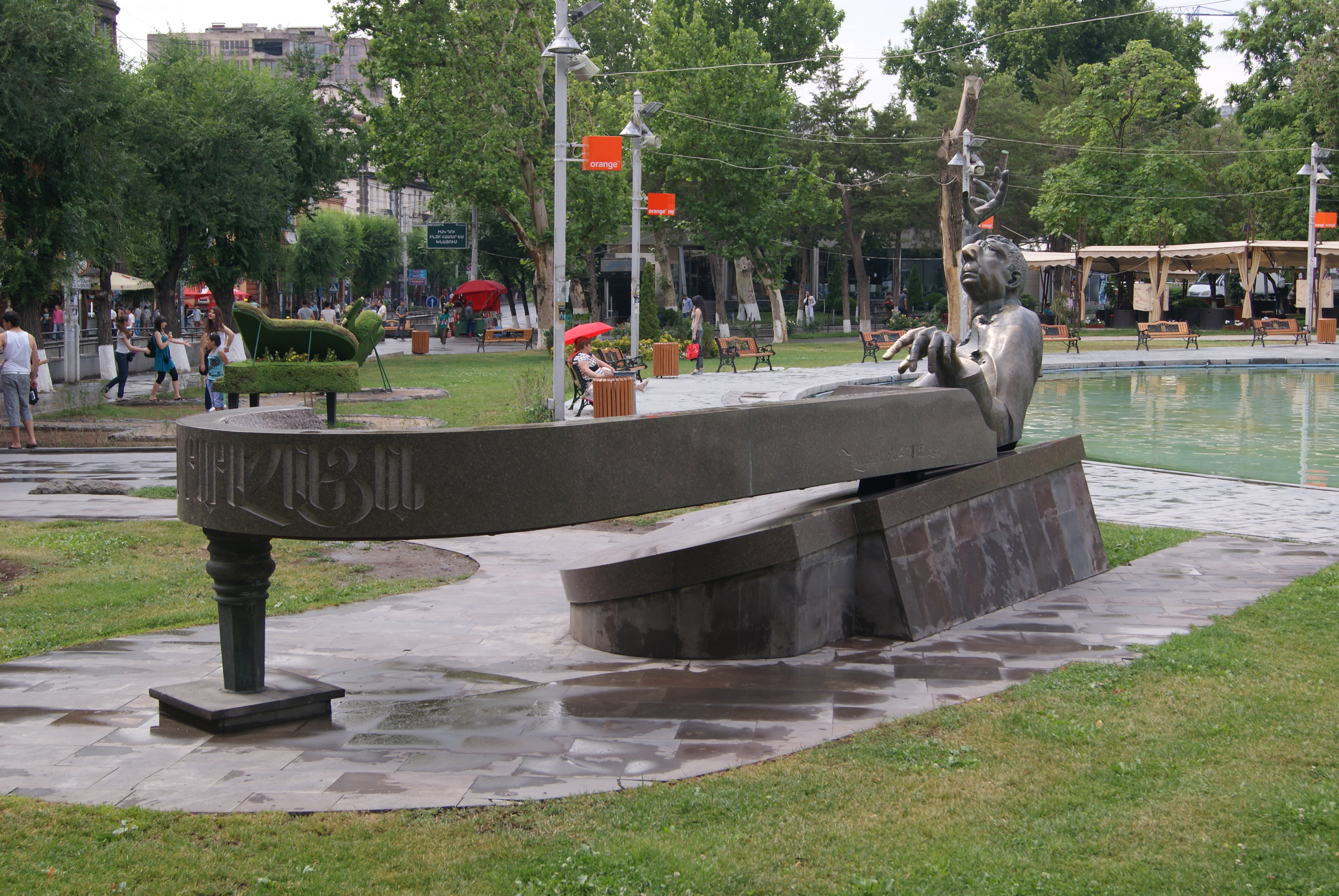
Առնո Բաբաջանյանի հուշարձան (Երևան), քանդակագործ՝ Դավիթ Բեջանյան, ճարտարապետ՝ Լևոն Իգիթյան
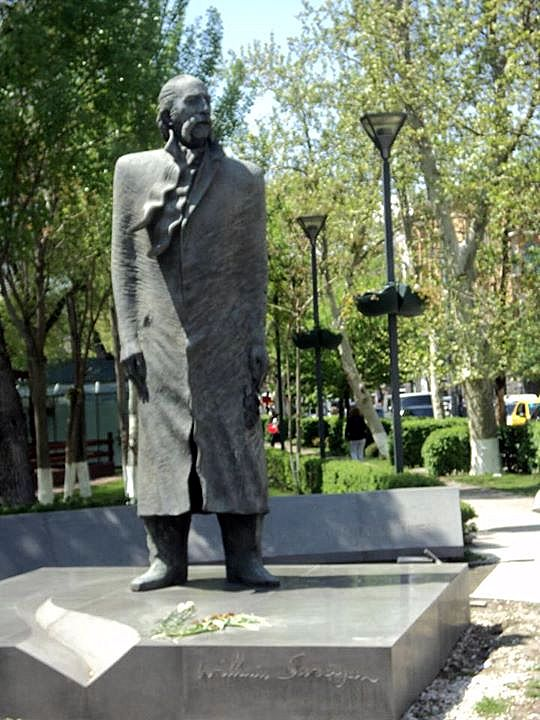
Վիլյամ Սարոյանի հուշարձան (Երևան), քանդակագործ՝ Դավիթ Երևանցի, ճարտարապետներ՝ Ռուբեն Հասրաթյան, Լևոն Իգիթյան
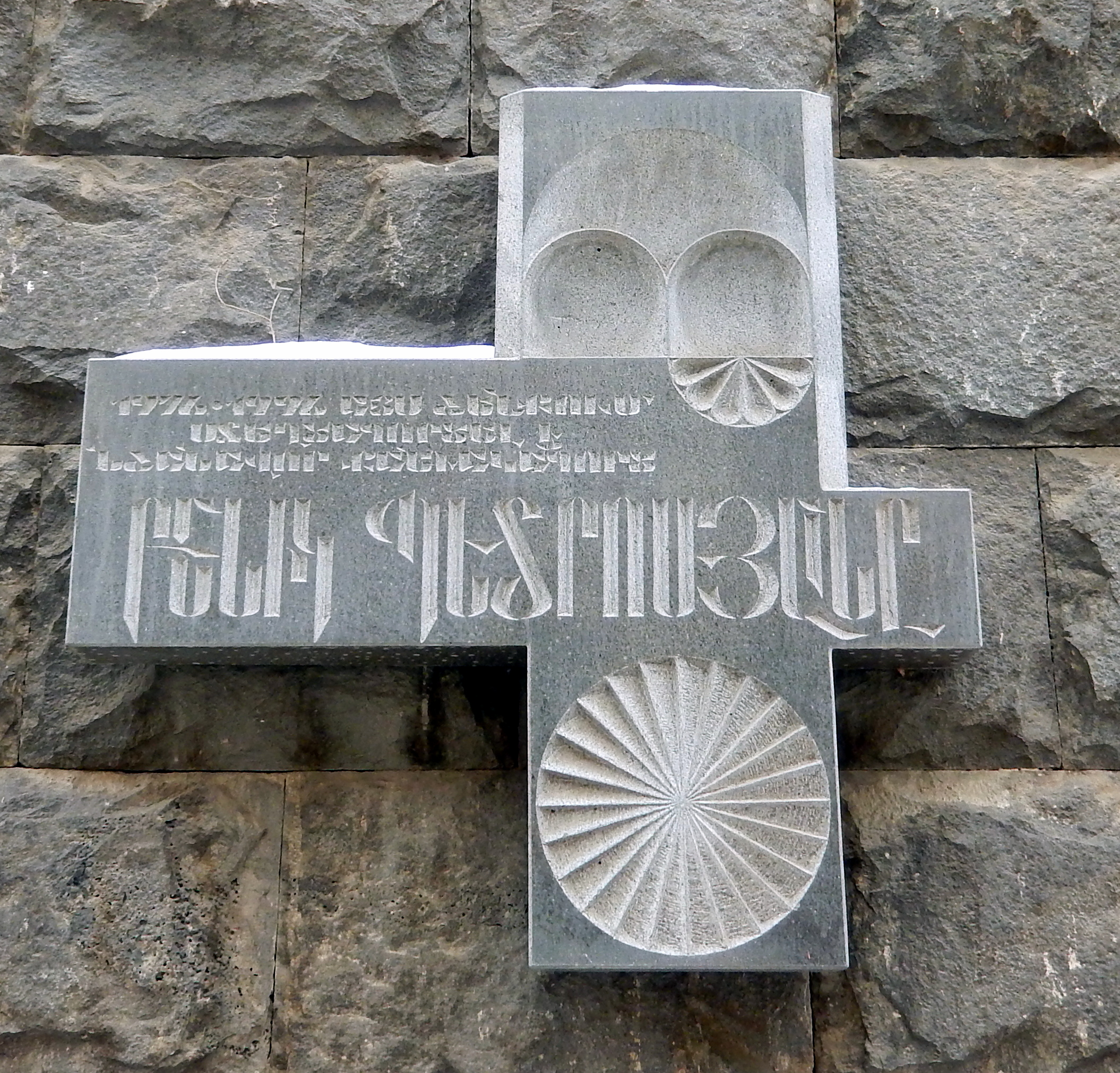
Բենիկ Պետրոսյանի հուշատախտակը ایروانում, ճարտարապետ՝ Լևոն Իգիթյան
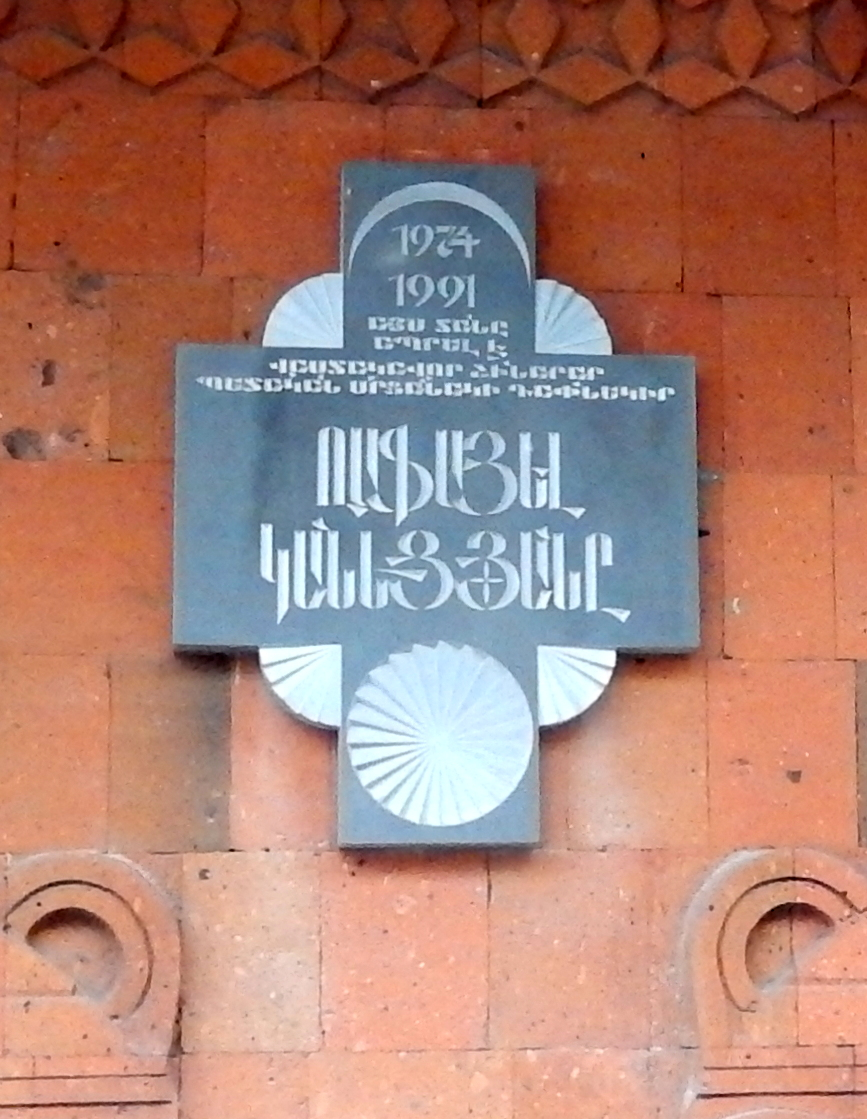
Ռաֆայել Կանեցյանի հուշատախտակը ایروانում, ճարտարապետ՝ Լևոն Իգիթյան
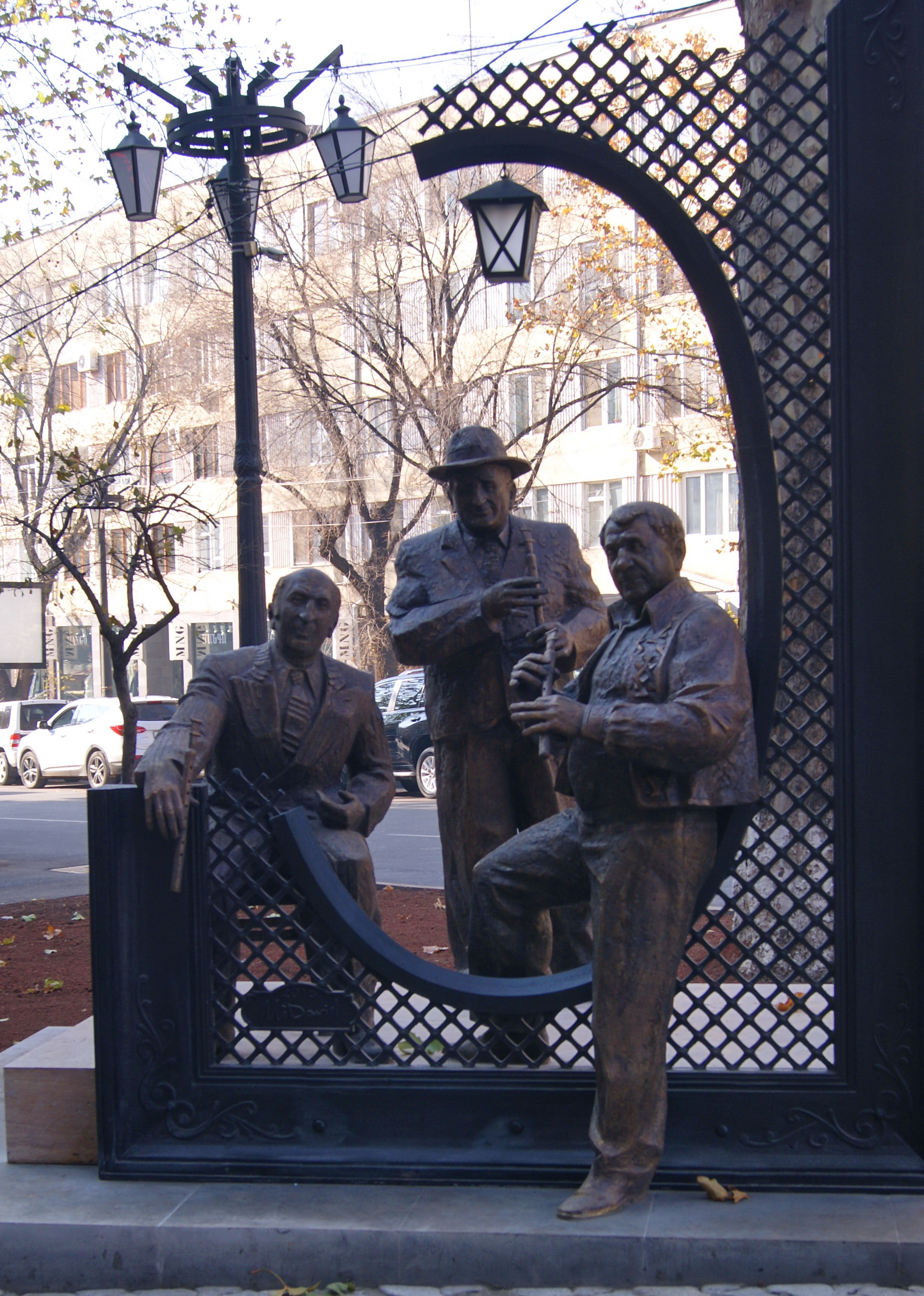
Ուշացած լուսանկար (արձանախումբ)
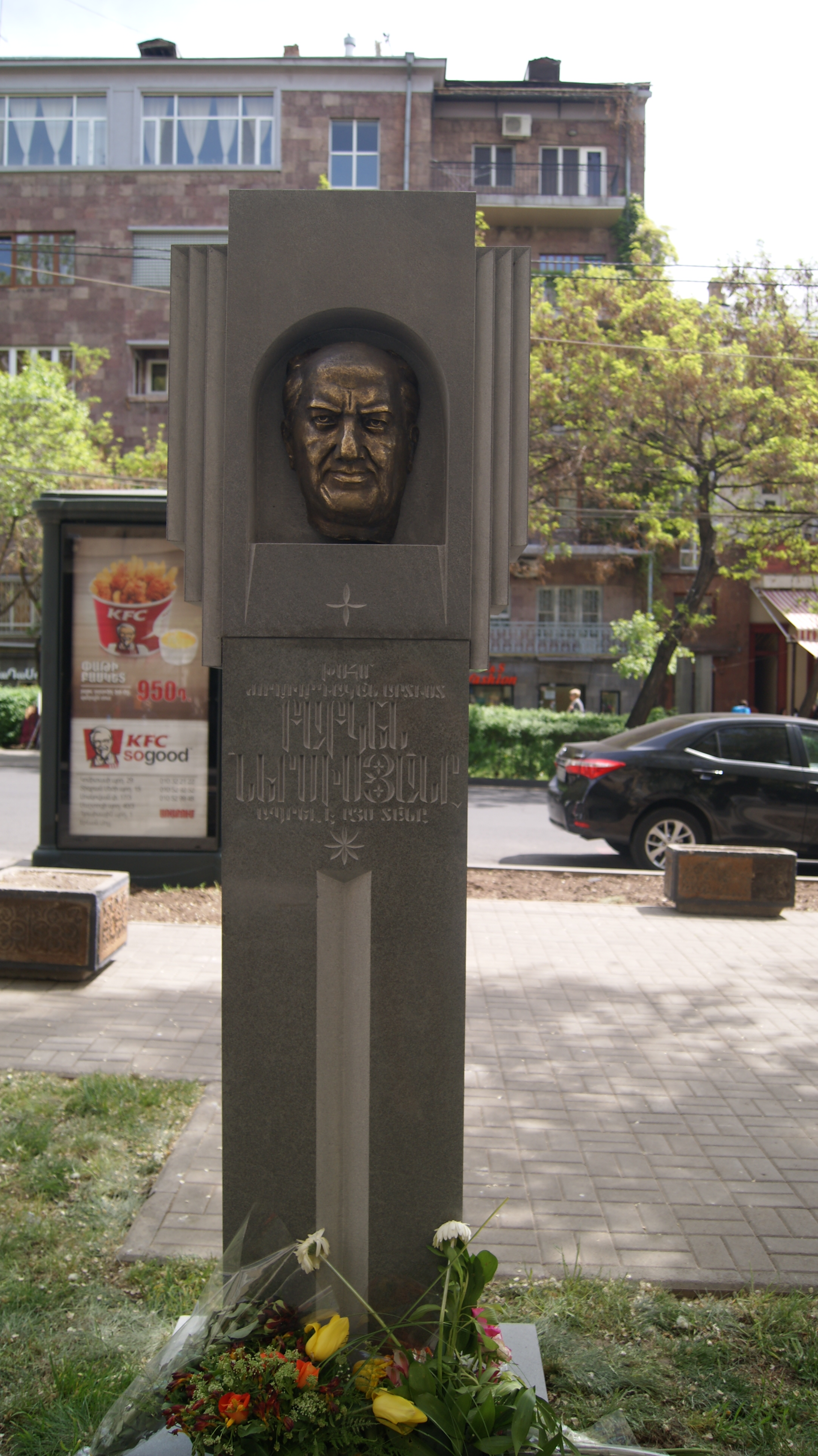
Բաբկեն Ներսիսյանի հուշասյուն